# Tel Ze'evim
Tel Ze'evim (hebrejsky: תל זאבים, doslova Pahorek vlků, někdy též Giv'at ha-Ze'evim, גבעת הזאבים) je vrch o nadmořské výšce 114 metrů v severním Izraeli.
Leží na západním okraji vysočiny v regionu vádí Ara (hebrejsky: Nachal Iron), cca 40 kilometrů jihojihovýchodně od centra Haify, na severním okraji vesnice Mejsir, cca 15 kilometrů od Středozemního moře. Má podobu pásu zalesněného kopce, který tvoří nejjižnější výběžek vrchoviny Giv'ot Iron, která je pak součástí hornatého regionu vádí Ara. Jižně od vrchu spadá terén do údolí vádí Nachal Narbeta. Na sever od vrcholové partie leží náhorní planina, na níž stojí město Kacir-Chariš. Západně od vrchu prochází těleso dálnice číslo 6. Kopec je turisticky využíván.